# Ortley (Dakota del Sur)
Ortley es un pueblo ubicado en el condado de Roberts en el estado estadounidense de Dakota del Sur. En el Censo de 2010 tenía una población de 65 habitantes y una densidad poblacional de 11,18 personas por km².

## Geografía
Ortley se encuentra ubicado en las coordenadas 45°20′6″N 97°12′18″O / 45.33500, -97.20500. Según la Oficina del Censo de los Estados Unidos, Ortley tiene una superficie total de 5.81 km², de la cual 5.81 km² corresponden a tierra firme y (0%) 0 km² es agua.

## Demografía
Según el censo de 2010, había 65 personas residiendo en Ortley. La densidad de población era de 11,18 hab./km². De los 65 habitantes, Ortley estaba compuesto por el 84.62% blancos, el 0% eran afroamericanos, el 12.31% eran amerindios, el 0% eran asiáticos, el 0% eran isleños del Pacífico, el 0% eran de otras razas y el 3.08% pertenecían a dos o más razas. Del total de la población el 0% eran hispanos o latinos de cualquier raza.